# Râul Stâna Giurgiului
Râul Stâna Giurgiului este curs de apă afluent al râului Giurgiu. 

## Hărți
- Harta Munții Buzăului [nefuncțională – arhivă]